# Liste des députés de la XIIe législature de la Cinquième République par circonscription

Cet article donne la liste par circonscription des 577 députés de la douzième législature française (2002-2007) en l'état de l'assemblée lors du renouvellement de juin 2007.
Légende

## Ain
| Circ. |  | Député               | Profession                                                   | Mandats locaux                                                     |
| ----- |  | -------------------- | ------------------------------------------------------------ | ------------------------------------------------------------------ |
| 1     |  | Jean-Michel Bertrand | Biologiste                                                   | Maire de Bourg-en-Bresse (40 666 hab.)                             |
| 2     |  | Lucien Guichon       | Agent commercial                                             |                                                                    |
| 3     |  | Étienne Blanc        | Avocat                                                       | Maire de Divonne-les-Bains (6 171 hab.)                            |
| 4     |  | Michel Voisin        | Expert comptable, commissaire aux comptes, expert-judiciaire | Maire de Replonges (2 845 hab.) Conseiller régional de Rhône-Alpes |

Haut de page

## Aisne
| Circ. |   | Député                | Profession                           | Mandats locaux                                              |
| ----- | - | --------------------- | ------------------------------------ | ----------------------------------------------------------- |
| 1     |   | René Dosière          | Consultant international             | Conseiller général de l'Aisne                               |
| 2     | a | Pascale Gruny         | Directeur administratif et financier | Conseiller municipal de Saint-Quentin (59 066 hab.)         |
| 3     |   | Jean-Pierre Balligand | Assistant parlementaire              | Maire de Vervins (2 653 hab.) Conseiller général de l'Aisne |
| 4     |   | Jacques Desallangre   | Journaliste                          | Maire de Tergnier (15 069 hab.)                             |
| 5     |   | Daniel Gard           | Fonctionnaire en détachement         | Maire de Chavignon (793 hab.)                               |

Haut de page

## Allier
| Circ. |   | Député                | Profession                                                          | Mandats locaux                 |
| ----- | - | --------------------- | ------------------------------------------------------------------- | ------------------------------ |
| 1     |   | Pierre-André Périssol | Ingénieur des ponts et chaussées                                    | Maire de Moulins (21 892 hab.) |
| 2     |   | siège vacant          |                                                                     |                                |
| 3     | a | Yves Simon            | Chef technicien                                                     |                                |
| 4     |   | Gérard Charasse       | Chargé de mission d'inspection de l'enseignement technique retraité | Conseiller général de l'Allier |

Haut de page

## Alpes-de-Haute-Provence
| Circ. |  | Député            | Profession                             | Mandats locaux                                           |
| ----- |  | ----------------- | -------------------------------------- | -------------------------------------------------------- |
| 1     |  | Jean-Louis Bianco | Conseiller d'État                      | Président du Conseil général des Alpes-de-Haute-Provence |
| 2     |  | Daniel Spagnou    | Directeur de caisse d'épargne retraité | Maire de Sisteron (6 964 hab.)                           |

Haut de page

## Hautes-Alpes
| Circ. |   | Député             | Profession                 | Mandats locaux                               |
| ----- | - | ------------------ | -------------------------- | -------------------------------------------- |
| 1     |   | Henriette Martinez | Professeur du second degré | Maire de Laragne-Montéglin (3 296 hab.)      |
| 2     | a | Joël Giraud        | Administrateur civil       | Maire de L'Argentière-la-Bessée (2 289 hab.) |

Haut de page

## Alpes-Maritimes
| Circ. |  | Député                   | Profession                                        | Mandats locaux                                                                  |
| ----- |  | ------------------------ | ------------------------------------------------- | ------------------------------------------------------------------------------- |
| 1     |  | Jérôme Rivière           | Dirigeant d'entreprise                            |                                                                                 |
| 2     |  | Muriel Marland-Militello |                                                   |                                                                                 |
| 3     |  | Rudy Salles              | Avocat                                            | Conseiller régional de PACA                                                     |
| 4     |  | Jean-Claude Guibal       | Ancien dirigeant d'organisations professionnelles | Maire de Menton (28 862 hab.)                                                   |
| 5     |  | Charles Ange Ginésy      | Chef d'entreprise                                 | Maire de Péone (679 hab.) Vice-président du Conseil général des Alpes-Maritimes |
| 6     |  | Lionnel Luca             | Professeur d'histoire-géographie                  | Conseiller général des Alpes-Maritimes                                          |
| 7     |  | Jean Leonetti            | Professeur agrégé de médecine                     | Maire d'Antibes (72 376 hab.)                                                   |
| 8     |  | Bernard Brochand         | Cadre du secteur privé retraité                   | Maire de Cannes (67 304 hab.)                                                   |
| 9     |  | Michèle Tabarot          | Chef d'entreprise                                 | Maire du Cannet (41 885 hab.)                                                   |

Haut de page

## Ardèche
| Circ. |  | Député            | Profession                      | Mandats locaux                            |
| ----- |  | ----------------- | ------------------------------- | ----------------------------------------- |
| 1     |  | Pascal Terrasse   | Directeur de maison de retraite | Président du Conseil général de l'Ardèche |
| 2     |  | Gérard Weber      | Masseur kinésithérapeute        | Maire d'Annonay (17 522 hab.)             |
| 3     |  | Jean-Claude Flory | Conseiller en gestion locale    | Maire de Vals-les-Bains (3 536 hab.)      |

Haut de page

## Ardennes
| Circ. |  | Député            | Profession            | Mandats locaux                                              |
| ----- |  | ----------------- | --------------------- | ----------------------------------------------------------- |
| 1     |  | Bérengère Poletti | Sage-femme            | Conseillère régionale de Champagne-Ardenne                  |
| 2     |  | Philippe Vuilque  | Directeur de clinique | Vice-président du conseil régional de Champagne-Ardenne     |
| 3     |  | Jean-Luc Warsmann |                       | Maire de Douzy (1 515 hab.) Conseiller général des Ardennes |

Haut de page

## Ariège
| Circ. |  | Député             | Profession  | Mandats locaux                                                                          |
| ----- |  | ------------------ | ----------- | --------------------------------------------------------------------------------------- |
| 1     |  | Augustin Bonrepaux | Professeur  | Adjoint au maire d'Ax-les-Thermes (1 441 hab.) Président du Conseil général de l'Ariège |
| 2     |  | Henri Nayrou       | Journaliste | Conseiller général de l'Ariège                                                          |

Haut de page

## Aube
| Circ. |  | Député             | Profession           | Mandats locaux                                                            |
| ----- |  | ------------------ | -------------------- | ------------------------------------------------------------------------- |
| 1     |  | Pierre Micaux      | Expert forestier     |                                                                           |
| 2     |  | Jean-Claude Mathis | Directeur de société | Maire des Riceys (1 376 hab.) Vice-président du Conseil général de l'Aube |
| 3     |  | Gérard Menuel      | Agriculteur          | Adjoint au maire de Troyes (60 949 hab.)                                  |

Haut de page

## Aude
| Circ. |  | Député            | Profession                     | Mandats locaux                                    |
| ----- |  | ----------------- | ------------------------------ | ------------------------------------------------- |
| 1     |  | Jean-Claude Perez | Secrétaire de mairie           | Conseiller municipal de Carcassonne (43 950 hab.) |
| 2     |  | Jacques Bascou    | Directeur de cabinet de mairie | Conseiller municipal de Narbonne (46 509 hab.)    |
| 3     |  | Jean-Paul Dupré   | Cadre bancaire                 | maire de Limoux (9 410 hab.)                      |

Haut de page

## Aveyron
| Circ. |  | Député           | Profession          | Mandats locaux                                  |
| ----- |  | ---------------- | ------------------- | ----------------------------------------------- |
| 1     |  | Yves Censi       | Ingénieur conseil   |                                                 |
| 2     |  | Serge Roques     | Médecin hospitalier | Maire de Villefranche-de-Rouergue (11 919 hab.) |
| 3     |  | Jacques Godfrain | Cadre               | maire de Millau (21 339 hab.)                   |

Haut de page

## Bouches-du-Rhône
| Circ. |  | Député                  | Profession                              | Mandats locaux                                                                          |
| ----- |  | ----------------------- | --------------------------------------- | --------------------------------------------------------------------------------------- |
| 1     |  | Roland Blum             | Avocat                                  | Maire du 6e secteur de Marseille (798 021 hab.)                                         |
| 2     |  | Dominique Tian          | Gérant de sociétés                      | Maire du 4e secteur de Marseille (798 021 hab.)                                         |
| 3     |  | Jean Roatta             |                                         | Maire du 1er secteur de Marseille (798 021 hab.)                                        |
| 4     |  | Frédéric Dutoit         | Agent administratif                     | Maire du 8e secteur de Marseille (798 021 hab.)                                         |
| 5     |  | Bruno Gilles            | Attaché de direction                    | Maire du 3e secteur de Marseille (798 021 hab.)                                         |
| 6     |  | Guy Teissier            | Administrateur de biens                 | Maire du 5e secteur de Marseille (798 021 hab.)                                         |
| 7     |  | Sylvie Andrieux-Bacquet | Cadre commercial                        | Vice-présidente du conseil régional de PACA                                             |
| 8     |  | Christophe Masse        | Employé d'un laboratoire pharmaceutique | Vice-président du Conseil général des Bouches-du-Rhône                                  |
| 9     |  | Bernard Deflesselles    | Ingénieur                               | Conseiller régional de PACA                                                             |
| 10    |  | Richard Mallié          | Docteur en chirurgie dentaire           | Conseiller général des Bouches-du-Rhône                                                 |
| 11    |  | Christian Kert          | Cadre administratif                     | Conseiller municipal de Salon-de-Provence (37 129 hab.)                                 |
| 12    |  | Éric Diard              | Consultant en gestion                   | Maire de Sausset-les-Pins (7 233 hab.)                                                  |
| 13    |  | Michel Vaxès            | Conseiller d'orientation et psychologue | Conseiller municipal de Port-de-Bouc (16 686 hab.)                                      |
| 14    |  | Maryse Joissains-Masini | Avocat                                  | Maire d'Aix-en-Provence (134 222 hab.)                                                  |
| 15    |  | Léon Vachet             | Exploitant agricole retraité            | Conseiller régional de PACA                                                             |
| 16    |  | Roland Chassain         | Gérant de société                       | Maire des Saintes-Maries-de-la-Mer (2 478 hab.) Conseiller général des Bouches-du-Rhône |

Haut de page

## Calvados
| Circ. |  | Député              | Profession                                 | Mandats locaux                               |
| ----- |  | ------------------- | ------------------------------------------ | -------------------------------------------- |
| 1     |  | Brigitte Le Brethon | Professeur agrégé d'économie et de gestion | Maire de Caen (114 002 hab.)                 |
| 2     |  | Rodolphe Thomas     | Artisan commerçant                         | Maire d'Hérouville-Saint-Clair (24 024 hab.) |
| 3     |  | Claude Leteurtre    | Chirurgien                                 | Conseiller général du Calvados               |
| 4     |  | Yves Boisseau       | Ingénieur retraité                         |                                              |
| 5     |  | Jean-Marc Lefranc   |                                            | Conseiller régional de Basse-Normandie       |
| 6     |  | Jean-Yves Cousin    | Inspecteur principal des impôts            | Maire de Vire (12 815 hab.)                  |

Haut de page

## Cantal
| Circ. |  | Député        | Profession                | Mandats locaux                |
| ----- |  | ------------- | ------------------------- | ----------------------------- |
| 1     |  | Yves Coussain | Cadre supérieur de banque |                               |
| 2     |  | Alain Marleix | Journaliste               | Maire de Massiac (1 857 hab.) |

Haut de page

## Charente
| Circ. |  | Député                | Profession                                        | Mandats locaux                                                                           |
| ----- |  | --------------------- | ------------------------------------------------- | ---------------------------------------------------------------------------------------- |
| 1     |  | Jean-Claude Viollet   | Assistant technique des travaux publics de l'État | Conseiller municipal d'Angoulême (43 132 hab.)                                           |
| 2     |  | Jacques Bobe          | Viticulteur producteur de Cognac                  | Adjoint au maire de Châteauneuf-sur-Charente (3 421 hab.) Conseiller général de Charente |
| 3     |  | Jérôme Lambert        | Cadre de l'industrie                              |                                                                                          |
| 4     |  | Jean-Claude Beauchaud | Professeur retraité                               | Maire de Gond-Pontouvre (5 970 hab.)                                                     |

Haut de page

## Charente-Maritime
| Circ. |  | Député               | Profession                | Mandats locaux                                                                        |
| ----- |  | -------------------- | ------------------------- | ------------------------------------------------------------------------------------- |
| 1     |  | Maxime Bono          | Inspecteur des impôts     | Maire de La Rochelle (76 584 hab.)                                                    |
| 2     |  | Jean-Louis Léonard   | Ingénieur                 | maire de Châtelaillon-Plage (5 613 hab.)                                              |
| 3     |  | Xavier de Roux       | Avocat                    | Maire de Chaniers (3 231 hab.) Vice-président du Conseil général de Charente-Maritime |
| 4     |  | Jean-Claude Beaulieu | Chirurgien des hôpitaux   |                                                                                       |
| 5     |  | Didier Quentin       | Ministre plénipotentiaire | Vice-président du Conseil général de Charente-Maritime                                |

Haut de page

## Cher
| Circ. |  | Député               | Profession                 | Mandats locaux                        |
| ----- |  | -------------------- | -------------------------- | ------------------------------------- |
| 1     |  | Yves Fromion         | Sous-préfet                | Maire d'Aubigny-sur-Nère (5 908 hab.) |
| 2     |  | Jean-Claude Sandrier | Chimiste                   |                                       |
| 3     |  | Louis Cosyns         | Agent général d'assurances | Maire de Dun-sur-Auron (4 010 hab.)   |

Haut de page

## Corrèze
| Circ. |  | Député             | Profession                                    | Mandats locaux                                  |
| ----- |  | ------------------ | --------------------------------------------- | ----------------------------------------------- |
| 1     |  | François Hollande  | Conseiller référendaire à la Cour des comptes | Maire de Tulle (15 553 hab.)                    |
| 2     |  | Frédéric Soulier   | Courtier en assurances                        | Vice-président du Conseil général de la Corrèze |
| 3     |  | Jean-Pierre Dupont | Docteur vétérinaire                           | Président du Conseil général de la Corrèze      |

Haut de page

## Corse-du-Sud
| Circ. |   | Député                 | Profession | Mandats locaux                    |
| ----- | - | ---------------------- | ---------- | --------------------------------- |
| 1     | a | Simon Renucci          | Pédiatre   | Maire d'Ajaccio (52 880 hab.)     |
| 2     |   | Camille de Rocca Serra |            | Président de l'Assemblée de Corse |

Haut de page

## Haute-Corse
| Circ. |   | Député           | Profession           | Mandats locaux                                 |
| ----- | - | ---------------- | -------------------- | ---------------------------------------------- |
| 1     |   | Émile Zuccarelli | Ingénieur            | Maire de Bastia (37 884 hab.)                  |
| 2     | a | Paul Giacobbi    | Administrateur civil | Président du conseil général de la Haute-Corse |

Haut de page

## Côte-d'Or
| Circ. |  | Député            | Profession                   | Mandats locaux                                    |
| ----- |  | ----------------- | ---------------------------- | ------------------------------------------------- |
| 1     |  | Bernard Depierre  | Consultant                   | Vice-président du conseil général de la Côte-d'Or |
| 2     |  | Jean-Marc Nudant  | Directeur général de société | Conseiller municipal de Dijon (149 841 hab.)      |
| 3     |  | Claude Darciaux   | Professeur retraitée         | Maire de Longvic (8 962 hab.)                     |
| 4     |  | François Sauvadet | Journaliste                  | Maire de Vitteaux (1 114 hab.)                    |
| 5     |  | Alain Suguenot    | Avocat                       | Maire de Beaune (21 922 hab.)                     |

Haut de page

## Côtes-d'Armor
| Circ. |  | Député            | Profession               | Mandats locaux                                                                    |
| ----- |  | ----------------- | ------------------------ | --------------------------------------------------------------------------------- |
| 1     |  | Danielle Bousquet | Chef d'établissement     | Conseillère municipale de Saint-Brieuc (46 024 hab.)                              |
| 2     |  | Jean Gaubert      | Agriculteur éleveur      | Conseiller municipal de Pluduno (1 681 hab.) Conseiller général des Côtes-d'Armor |
| 3     |  | Marc Le Fur       | Sous-préfet              | Maire de Longvic (8 962 hab.) Conseiller général des Côtes-d'Armor                |
| 4     |  | Marie-Renée Oget  | Directrice d'association | Maire de Treffrin (572 hab.)                                                      |
| 5     |  | Alain Gouriou     | Professeur               | Maire de Lannion (18 364 hab.)                                                    |

Haut de page

## Creuse
| Circ. |  | Député          | Profession        | Mandats locaux                                                             |
| ----- |  | --------------- | ----------------- | -------------------------------------------------------------------------- |
| 1     |  | Michel Vergnier | Directeur d'école | Maire de Guéret (14 123 hab.)                                              |
| 2     |  | Jean Auclair    | Agriculteur       | Conseiller municipal de Cressat (523 hab.) Conseiller général de la Creuse |

Haut de page

## Dordogne
| Circ. |  | Député           | Profession                             | Mandats locaux                                                               |
| ----- |  | ---------------- | -------------------------------------- | ---------------------------------------------------------------------------- |
| 1     |  | Michel Dasseux   | Retraité des PTT                       | Maire de Coulounieix-Chamiers (8 102 hab.)                                   |
| 2     |  | Daniel Garrigue  | Administrateur à l'Assemblée nationale | Maire de Bergerac (26 090 hab.)                                              |
| 3     |  | Bernard Mazouaud | Directeur général honoraire            | Maire de Saint-Julien-de-Bourdeilles (105 hab.)                              |
| 4     |  | Germinal Peiro   | Instituteur                            | Maire de Castelnaud-la-Chapelle (424 hab.) Conseiller général de la Dordogne |

Haut de page

## Doubs
| Circ. |  | Député              | Profession                 | Mandats locaux                                    |
| ----- |  | ------------------- | -------------------------- | ------------------------------------------------- |
| 1     |  | Françoise Branget   | Gestionnaire en immobilier | Conseillère municipale de Besançon (117 696 hab.) |
| 2     |  | Paulette Guinchard  | Infirmière en psychiatrie  | Conseillère municipale de Besançon (117 696 hab.) |
| 3     |  | Marcel Bonnot       | Avocat                     | Adjoint au maire de Montbéliard (27 567 hab.)     |
| 4     |  | Irène Tharin        | Mère de famille            | Maire de Seloncourt (5 688 hab.)                  |
| 5     |  | Jean-Marie Binetruy | Enseignant                 | Adjoint au maire de Morteau (6 372 hab.)          |

Haut de page

## Drôme
| Circ. |  | Député            | Profession                        | Mandats locaux                                                  |
| ----- |  | ----------------- | --------------------------------- | --------------------------------------------------------------- |
| 1     |  | Patrick Labaune   | Enseignant                        | Conseiller régional de Rhône-Alpes                              |
| 2     |  | Éric Besson       | Consultant en ressources humaines | Maire de Donzère (4 379 hab.)                                   |
| 3     |  | Hervé Mariton     |                                   | Maire de Crest                                                  |
| 4     |  | Gabriel Biancheri | Vétérinaire                       | Maire de Hauterives (1 333 hab.) Conseiller général de la Drôme |

Haut de page

## Eure
| Circ. |  | Député                | Profession                             | Mandats locaux                                                       |
| ----- |  | --------------------- | -------------------------------------- | -------------------------------------------------------------------- |
| 1     |  | Françoise Charpentier | Enseignant                             | Maire de Damville (2 015 hab.) Conseillère générale de l'Eure        |
| 2     |  | Jean-Pierre Nicolas   | Retraité                               | Maire d'Évreux (51 226 hab.)                                         |
| 3     |  | Hervé Morin           | Administrateur à l'Assemblée nationale | Maire d'Épaignes (1 158 hab.) Conseiller régional de Haute-Normandie |
| 4     |  | François Loncle       | Journaliste                            | Conseiller municipal de Louviers (18 348 hab.)                       |
| 5     |  | Franck Gilard         | Consultant                             | Maire des Andelys (9 050 hab.)                                       |

Haut de page

## Eure-et-Loir
| Circ. |   | Député             | Profession                    | Mandats locaux                          |
| ----- | - | ------------------ | ----------------------------- | --------------------------------------- |
| 1     |   | Jean-Pierre Gorges | Directeur informatique        | Maire de Chartres (40 431 hab.)         |
| 2     |   | Gérard Hamel       | Chef d'entreprise du bâtiment | Maire de Dreux (31 898 hab.)            |
| 3     | a | François Huwart    | Administrateur civil          | Maire de Nogent-le-Rotrou (11 542 hab.) |
| 4     |   | Alain Venot        | Commerçant                    | Maire de Châteaudun (14 543 hab.)       |

Haut de page

## Finistère
| Circ. |  | Député             | Profession                               | Mandats locaux                                                                      |
| ----- |  | ------------------ | ---------------------------------------- | ----------------------------------------------------------------------------------- |
| 1     |  | Marcelle Ramonet   | Chef d'entreprise (prêt-à-porter)        | Adjointe au maire de Quimper (63 093 hab.)                                          |
| 2     |  | Patricia Adam      | Cadre d'action sociale                   | Vice-présidente du Conseil général du Finistère                                     |
| 3     |  | Marguerite Lamour  | Assistante administrative                | Maire de Ploudalmézeau (4 997 hab.)                                                 |
| 4     |  | Marylise Lebranchu | Vacataire professionnelle à l'Université | Vice-présidente du Conseil régional de Bretagne                                     |
| 5     |  | Jacques Le Guen    | Docteur en médecine                      | Adjoint au maire de Plounévez-Lochrist (2 278 hab.) Conseiller général du Finistère |
| 6     |  | Christian Ménard   | Médecin                                  | Maire de Châteauneuf-du-Faou (3 595 hab.)                                           |
| 7     |  | Hélène Tanguy      | Chargée de communication                 | Maire du Guilvinec (3 042 hab.) Conseillère régionale de Bretagne                   |
| 8     |  | Gilbert Le Bris    | Commerçant                               | Maire de Concarneau (19 451 hab.)                                                   |

Haut de page

## Gard
| Circ. |  | Député            | Profession                          | Mandats locaux                                                     |
| ----- |  | ----------------- | ----------------------------------- | ------------------------------------------------------------------ |
| 1     |  | Yvan Lachaud      | Chef d'établissement scolaire       | Adjoint au maire de Nîmes (133 424 hab.)                           |
| 2     |  | Étienne Mourrut   | Commerçant                          | Maire du Grau-du-Roi (5 975 hab.)                                  |
| 3     |  | Jean-Marc Roubaud | Pharmacien                          | Maire de Villeneuve-lès-Avignon (11 791 hab.)                      |
| 4     |  | Max Roustan       | Professeur d'enseignement technique | Maire d'Alès (39 346 hab.)                                         |
| 5     |  | William Dumas     |                                     | Maire de Fons (741 hab.) Vice-président du Conseil général du Gard |

Haut de page

## Haute-Garonne
| Circ. |  | Député            | Profession                       | Mandats locaux                                                                                |
| ----- |  | ----------------- | -------------------------------- | --------------------------------------------------------------------------------------------- |
| 1     |  | Bernadette Païx   | Collaborateur de cabinet         |                                                                                               |
| 2     |  | Gérard Bapt       | Médecin cardiologue              | Maire de Saint-Jean (8 362 hab.)                                                              |
| 3     |  | Pierre Cohen      | Ingénieur de recherche à l'INRIA | Maire de Ramonville-Saint-Agne (11 696 hab.)                                                  |
| 4     |  | Jean Diebold      | Ingénieur aérospatial            | Adjoint au maire de Toulouse (390 562 hab.)                                                   |
| 5     |  | Françoise Imbert  |                                  | Conseillère régionale de Midi-Pyrénées                                                        |
| 6     |  | Hélène Mignon     | Docteur en médecine              |                                                                                               |
| 7     |  | Patrick Lemasle   | Exploitant agricole              | Adjoint au maire de Montesquieu-Volvestre (2 314 hab.) Conseiller général de la Haute-Garonne |
| 8     |  | Jean-Louis Idiart | Contrôleur des impôts            | Maire de Concarneau (19 451 hab.)                                                             |

Haut de page

## Gers
| Circ. |  | Député          | Profession | Mandats locaux                                                                                     |
| ----- |  | --------------- | ---------- | -------------------------------------------------------------------------------------------------- |
| 1     |  | Philippe Martin | Préfet     | Adjoint au Adjoint au maire de Valence-sur-Baïse (1 151 hab.) Président du Conseil général du Gers |
| 2     |  | Gérard Dubrac   | Pharmacien | Maire de Condom (7 251 hab.)                                                                       |

Haut de page

## Gironde
| Circ. |  | Député                   | Profession                    | Mandats locaux                                               |
| ----- |  | ------------------------ | ----------------------------- | ------------------------------------------------------------ |
| 1     |  | Chantal Bourragué        | Cadre commercial              | Conseillère municipale de Bordeaux (214 633 hab.)            |
| 2     |  | Hugues Martin            | Assureur conseil en retraite  | Adjoint au maire de Bordeaux (214 633 hab.)                  |
| 3     |  | Noël Mamère              | Journaliste                   | Maire de Bègles (22 475 hab.)                                |
| 4     |  | Conchita Lacuey          | Cadre comptable               | Maire de Floirac (16 164 hab.)                               |
| 5     |  | Jean-François Régère     | Agriculteur                   | Maire de Talais (547 hab.) Conseiller général de la Gironde  |
| 6     |  | Michel Sainte-Marie      | Professeur                    | Maire de Mérignac (61 992 hab.)                              |
| 7     |  | Pierre Ducout            | Ingénieur École polytechnique | Maire de Cestas (16 927 hab.)                                |
| 8     |  | Marie-Hélène des Esgaulx | Avocate                       | Maire de Gujan-Mestras (14 959 hab.)                         |
| 9     |  | Philippe Dubourg         | Chirurgien-dentiste           | Maire d'Illats (1 158 hab.) Conseiller général de la Gironde |
| 10    |  | Jean-Paul Garraud        | Magistrat                     |                                                              |
| 11    |  | Bernard Madrelle         | Professeur                    | Maire de Blaye (4 668 hab.)                                  |

Haut de page

## Hérault
| Circ. |  | Député             | Profession                        | Mandats locaux                                                                               |
| ----- |  | ------------------ | --------------------------------- | -------------------------------------------------------------------------------------------- |
| 1     |  | Christian Jeanjean | Agent immobilier                  | Maire de Palavas-les-Flots (5 421 hab.)                                                      |
| 2     |  | Jacques Domergue   | Chirurgien                        | Conseiller régional de Languedoc-Roussillon                                                  |
| 3     |  | Jean-Pierre Grand  | Attaché parlementaire             | Maire de Castelnau-le-Lez (14 214 hab.)                                                      |
| 4     |  | Robert Lecou       | Cadre territorial                 | Maire de Lodève (6 900 hab.)                                                                 |
| 5     |  | Kléber Mesquida    | Ingénieur                         | Maire de Saint-Pons-de-Thomières (2 287 hab.) Vice-président du Conseil général de l'Hérault |
| 6     |  | Paul-Henri Cugnenc | Professeur de chirurgie digestive | Adjoint au maire de Béziers (69 294 hab.)                                                    |
| 7     |  | François Liberti   | Marin pêcheur                     | Conseiller général de l'Hérault                                                              |

Haut de page

## Ille-et-Vilaine
| Circ. |  | Député                | Profession                                           | Mandats locaux                                                                 |
| ----- |  | --------------------- | ---------------------------------------------------- | ------------------------------------------------------------------------------ |
| 1     |  | Jean-Michel Boucheron | Assistant d'Université                               | Conseiller municipal de Rennes (205 925 hab.)                                  |
| 2     |  | Philippe Tourtelier   | Professeur                                           | Maire de La Chapelle-des-Fougeretz (3 304 hab.)                                |
| 3     |  | Philippe Rouault      | Ingénieur en protection de l'environnement           | Conseiller général d'Ille-et-Vilaine                                           |
| 4     |  | Alain Madelin         | Avocat                                               |                                                                                |
| 5     |  | Pierre Méhaignerie    | Ingénieur des eaux et forêts                         | Maire de Vitré (15 282 hab.)                                                   |
| 6     |  | Daniel Prévost        | Professeur de collège                                | Maire de Bazouges-la-Pérouse (1 854 hab.) Conseiller général d'Ille-et-Vilaine |
| 7     |  | René Couanau          | Inspecteur général de l'Éducation nationale retraité | Maire de Saint-Malo (50 654 hab.)                                              |

Haut de page

## Indre
| Circ. |  | Député               | Profession              | Mandats locaux                          |
| ----- |  | -------------------- | ----------------------- | --------------------------------------- |
| 1     |  | Jean-Yves Hugon      | Professeur d'allemand   |                                         |
| 2     |  | Bernard Pousset      | Agriculteur-viticulteur | Conseiller municipal de Diou (235 hab.) |
| 3     |  | Jean-Paul Chanteguet | Conseiller économique   | Maire du Blanc (6 997 hab.)             |

Haut de page

## Indre-et-Loire
| Circ. |  | Député                | Profession                    | Mandats locaux                                                           |
| ----- |  | --------------------- | ----------------------------- | ------------------------------------------------------------------------ |
| 1     |  | Pascal Ménage         | Médecin neurologue            |                                                                          |
| 2     |  | Claude Greff          | Infirmière                    | Conseillère régionale du Centre                                          |
| 3     |  | Jean-Jacques Descamps | Directeur de société          | Maire de Loches (6 328 hab.)                                             |
| 4     |  | Hervé Novelli         | Chef d'entreprise             | Adjoint au maire de Richelieu (2 165 hab.) Conseiller régional du Centre |
| 5     |  | Philippe Briand       | Chef d'entreprise et assureur | Maire de Saint-Cyr-sur-Loire (16 100 hab.)                               |

Haut de page

## Isère
| Circ. |  | Député               | Profession                   | Mandats locaux                                              |
| ----- |  | -------------------- | ---------------------------- | ----------------------------------------------------------- |
| 1     |  | Richard Cazenave     | Dirigeant d'entreprise       |                                                             |
| 2     |  | Gilbert Biessy       | Technicien                   |                                                             |
| 3     |  | Michel Destot        | Ingénieur                    | Maire de Grenoble (153 298 hab.)                            |
| 4     |  | Didier Migaud        | Juriste                      | Maire de Seyssins (6 850 hab.)                              |
| 5     |  | François Brottes     | Directeur associé de société | Maire de Crolles (8 260 hab.)                               |
| 6     |  | Alain Moyne-Bressand | Chef d'entreprise            | Maire de Crémieu (3 169 hab.) Conseiller général de l'Isère |
| 7     |  | Georges Colombier    | Salarié de l'industrie       | Conseiller général de l'Isère                               |
| 8     |  | Jacques Remiller     | Cadre bancaire retraité      | Maire de Vienne (29 972 hab.)                               |
| 9     |  | André Vallini        | Avocat                       | Président du Conseil général de l'Isère                     |

Haut de page

## Jura
| Circ. |  | Député             | Profession  | Mandats locaux                                                        |
| ----- |  | ------------------ | ----------- | --------------------------------------------------------------------- |
| 1     |  | Jacques Pélissard  | Avocat      | Maire de Lons-le-Saunier (18 483 hab.)                                |
| 2     |  | Jean Charroppin    | Pharmacien  | Maire de Champagnole (8 616 hab.)                                     |
| 3     |  | Jean-Marie Sermier | Viticulteur | Maire de Cramans (429 hab.) Vice-président du Conseil général du Jura |

Haut de page

## Landes
| Circ. |  | Député            | Profession                  | Mandats locaux                          |
| ----- |  | ----------------- | --------------------------- | --------------------------------------- |
| 1     |  | Alain Vidalies    | Avocat                      | Conseiller général des Landes           |
| 2     |  | Jean-Pierre Dufau | Enseignant                  | Maire de Capbreton (6 678 hab.)         |
| 3     |  | Henri Emmanuelli  | Directeur-adjoint de banque | Président du Conseil général des Landes |

Haut de page

## Loir-et-Cher
| Circ. |  | Député                 | Profession               | Mandats locaux                                    |
| ----- |  | ---------------------- | ------------------------ | ------------------------------------------------- |
| 1     |  | Nicolas Perruchot      | Consultant en entreprise | Maire de Blois (49 184 hab.)                      |
| 2     |  | Patrice Martin-Lalande | Cadre administratif      | Vice-président du Conseil général du Loir-et-Cher |
| 3     |  | Maurice Leroy          | Économiste               | Président du Conseil général du Loir-et-Cher      |

Haut de page

## Loire
| Circ. |  | Député               | Profession                       | Mandats locaux                                   |
| ----- |  | -------------------- | -------------------------------- | ------------------------------------------------ |
| 1     |  | Gilles Artigues      | Professeur de mathématiques      | Adjoint au maire de Saint-Étienne (180 120 hab.) |
| 2     |  | Christian Cabal      | Professeur de médecine en C.H.U. | Adjoint au maire de Saint-Étienne (180 120 hab.) |
| 3     |  | François Rochebloine | Directeur commercial             | Vice-président du Conseil général de la Loire    |
| 4     |  | Dino Cinieri         | Consultant sécurité              | Maire de Firminy (19 297 hab.)                   |
| 5     |  | Yves Nicolin         | Gestionnaire                     | Maire de Roanne (38 887 hab.)                    |
| 6     |  | Liliane Vaginay      |                                  | Maire de Sevelinges (582 hab.)                   |
| 7     |  | Jean-François Chossy | Préparateur en pharmacie         | Conseiller régional de Rhône-Alpes               |

Haut de page

## Haute-Loire
| Circ. |  | Député           | Profession   | Mandats locaux                                               |
| ----- |  | ---------------- | ------------ | ------------------------------------------------------------ |
| 1     |  | Laurent Wauquiez |              |                                                              |
| 2     |  | Jean Proriol     | Ancien Cadre | Maire de Beauzac (2 061 hab.) Conseiller régional d'Auvergne |

Haut de page

## Loire-Atlantique
| Circ. |  | Député                   | Profession                                  | Mandats locaux                                      |
| ----- |  | ------------------------ | ------------------------------------------- | --------------------------------------------------- |
| 1     |  | Jean-Pierre Le Ridant    | Cadre administratif                         | Conseiller général de la Loire-Atlantique           |
| 2     |  | Marie-Françoise Clergeau | Attachée commerciale                        | Adjoint au maire de Nantes (269 131 hab.)           |
| 3     |  | Jean-Marc Ayrault        | Professeur d'allemand                       | Maire de Nantes (269 131 hab.)                      |
| 4     |  | Jacques Floch            | Avocat                                      | Conseiller municipal de Rezé (35 478 hab.)          |
| 5     |  | Robert Diat              | Directeur de société                        | Conseiller municipal de Nantes (269 131 hab.)       |
| 6     |  | Michel Hunault           | Avocat                                      | Conseiller régional du Pays de la Loire             |
| 7     |  | Christophe Priou         | Cadre de Chambre de commerce et d'industrie | Maire du Croisic (4 308 hab.)                       |
| 8     |  | Claude Évin              | Avocat                                      | Conseiller municipal de Saint-Nazaire (65 874 hab.) |
| 9     |  | Pierre Hériaud           | Dirigeant d'entreprise retraité             |                                                     |
| 10    |  | Serge Poignant           | Chargé de recherche au C.N.R.S.             | Maire de Basse-Goulaine (7 499 hab.)                |

Haut de page

## Loiret
| Circ. |  | Député             | Profession                                | Mandats locaux                              |
| ----- |  | ------------------ | ----------------------------------------- | ------------------------------------------- |
| 1     |  | Antoine Carré      | Médecin O.R.L                             | Vice-président du conseil général du Loiret |
| 2     |  | Serge Grouard      | Administrateur civil                      | Maire d'Orléans (113 121 hab.)              |
| 3     |  | Jean-Louis Bernard | Chirurgien retraité                       | Vice-président du conseil général du Loiret |
| 4     |  | Jean-Pierre Door   | Cardiologue                               | Maire de Montargis (15 022 hab.)            |
| 5     |  | Jean-Paul Charié   | Directeur multimédia de société de presse |                                             |

Haut de page

## Lot
| Circ. |  | Député           | Profession           | Mandats locaux                  |
| ----- |  | ---------------- | -------------------- | ------------------------------- |
| 1     |  | Michel Roumégoux | Vétérinaire          |                                 |
| 2     |  | Jean Launay      | Inspecteur du Trésor | Maire de Bretenoux (1 231 hab.) |

Haut de page

## Lot-et-Garonne
| Circ. |  | Député                | Profession                              | Mandats locaux                                                                   |
| ----- |  | --------------------- | --------------------------------------- | -------------------------------------------------------------------------------- |
| 1     |  | Jean Dionis du Séjour | Ingénieur                               | Conseiller régional d'Aquitaine                                                  |
| 2     |  | Michel Diefenbacher   | Conseiller Maître à la Cour des comptes | Président du conseil général du Lot-et-Garonne                                   |
| 3     |  | Alain Merly           | Alain Merly                             | Maire de Prayssas (921 hab.) Vice-président du conseil général du Lot-et-Garonne |

Haut de page

## Lozère
| Circ. |  | Député                    | Profession | Mandats locaux                                                                     |
| ----- |  | ------------------------- | ---------- | ---------------------------------------------------------------------------------- |
| 1     |  | Pierre Morel-À-L'Huissier | Avocat     | Maire de Fournels (324 hab.) Conseiller général de la Lozère                       |
| 2     |  | Francis Saint-Léger       | Ingénieur  | Maire de Rieutort-de-Randon (646 hab.) Conseiller régional du Languedoc-Roussillon |

Haut de page

## Maine-et-Loire
| Circ. |  | Député                   | Profession                            | Mandats locaux                                                                       |
| ----- |  | ------------------------ | ------------------------------------- | ------------------------------------------------------------------------------------ |
| 1     |  | René Bouin               | Entrepreneur de tourisme              | Maire d'Orléans (113 121 hab.)                                                       |
| 2     |  | Dominique Richard        | Directeur de la communication         | Conseiller régional du Pays de la Loire                                              |
| 3     |  | Jean-Charles Taugourdeau | Chef d'entreprise                     | Maire de Beaufort-en-Vallée (5 385 hab.)                                             |
| 4     |  | Michel Piron             | Enseignant puis chef d'entreprise     | Conseiller municipal de Thouarcé (1 677 hab.) Conseiller général du Maine-et-Loire   |
| 5     |  | Gilles Bourdouleix       | Chargé d'enseignement                 | Maire de Cholet (54 198 hab.)                                                        |
| 6     |  | Hervé de Charette        | Maître des requêtes au Conseil d'État | Maire d'Avrillé (12 991 hab.)                                                        |
| 7     |  | Marc Laffineur           | Médecin anesthésiste-réanimateur      | Maire de Saint-Florent-le-Vieil (2 623 hab.) Conseiller régional du Pays de la Loire |

Haut de page

## Manche
| Circ. |  | Député              | Profession                 | Mandats locaux                                                                                 |
| ----- |  | ------------------- | -------------------------- | ---------------------------------------------------------------------------------------------- |
| 1     |  | Jean-Claude Lemoine | Médecin retraité           | Adjoint au maire de Tessy-sur-Vire (1 427 hab.) Vice-président du Conseil général de la Manche |
| 2     |  | siège vacant        |                            |                                                                                                |
| 3     |  | Alain Cousin        | Agent général d'assurances |                                                                                                |
| 4     |  | Claude Gatignol     | Docteur vétérinaire        |                                                                                                |
| 5     |  | Jean Lemière        | Agrégé de lettres modernes | Vice-président du Conseil général de la Manche                                                 |

Haut de page

## Marne
| Circ. |  | Député                 | Profession                    | Mandats locaux                                                                      |
| ----- |  | ---------------------- | ----------------------------- | ----------------------------------------------------------------------------------- |
| 1     |  | Francis Falala         | Avocat                        | Conseiller général de la Marne                                                      |
| 2     |  | Philippe Feneuil       | Viticulteur                   | Maire de Chamery (400 hab.) Conseiller régional de Champagne-Ardenne                |
| 3     |  | Jean-Claude Thomas     | Docteur en chirurgie dentaire | Conseiller général de la Marne                                                      |
| 4     |  | Bruno Bourg-Broc       | Professeur                    | Maire de Châlons-en-Champagne (47 339 hab.)                                         |
| 5     |  | Charles de Courson     | Magistrat                     | Maire de Vanault-les-Dames (331 hab.) Vice-président du Conseil général de la Marne |
| 6     |  | Philippe-Armand Martin | Viticulteur                   | Maire de Cumières (861 hab.)                                                        |

Haut de page

## Haute-Marne
| Circ. |  | Député                   | Profession                        | Mandats locaux                           |
| ----- |  | ------------------------ | --------------------------------- | ---------------------------------------- |
| 1     |  | Luc Chatel               | Directeur des ressources humaines | Conseiller régional de Champagne-Ardenne |
| 2     |  | François Cornut-Gentille | Cadre d'entreprise                | Maire de Saint-Dizier (30 896 hab.)      |

Haut de page

## Mayenne
| Circ. |  | Député           | Profession           | Mandats locaux                                                               |
| ----- |  | ---------------- | -------------------- | ---------------------------------------------------------------------------- |
| 1     |  | Henri Houdouin   | Retraité             | Maire de Bonchamp-lès-Laval (4 793 hab.)                                     |
| 2     |  | Marc Bernier     | Chirurgien-dentiste  | Maire de Vaiges (1 071 hab.) Vice-président du Conseil général de la Mayenne |
| 3     |  | Yannick Favennec | Directeur de cabinet | Conseiller régional du Pays de la Loire                                      |

Haut de page

## Meurthe-et-Moselle
| Circ. |  | Député                        | Profession                      | Mandats locaux                                                                  |
| ----- |  | ----------------------------- | ------------------------------- | ------------------------------------------------------------------------------- |
| 1     |  | Laurent Hénart                | Juriste d'entreprise            | adjoint au maire de Nancy (103 606 hab.)                                        |
| 2     |  | Patricia Burckhart-Vandevelde | Directrice d'école              |                                                                                 |
| 3     |  | Claude Gaillard               | Ingénieur                       | Conseiller régional de Lorraine                                                 |
| 4     |  | François Guillaume            | Agriculteur                     | Conseiller régional de Lorraine                                                 |
| 5     |  | Nadine Morano                 | Responsable de la communication | Conseiller régional de Lorraine                                                 |
| 6     |  | Jean-Yves Le Déaut            | Professeur d'Université         | Vice-président du Conseil régional de Lorraine                                  |
| 7     |  | Édouard Jacque                | Chef d'entreprise               | Maire de Cons-la-Grandville (608 hab.) Conseiller général de Meurthe-et-Moselle |

Haut de page

## Meuse
| Circ. |  | Député            | Profession | Mandats locaux                               |
| ----- |  | ----------------- | ---------- | -------------------------------------------- |
| 1     |  | François Dosé     | Enseignant | Maire de Commercy (6 333 hab.)               |
| 2     |  | Jean-Louis Dumont | Enseignant | Conseiller municipal de Verdun (19 621 hab.) |

Haut de page

## Morbihan
| Circ. |  | Député             | Profession                                  | Mandats locaux                                                              |
| ----- |  | ------------------ | ------------------------------------------- | --------------------------------------------------------------------------- |
| 1     |  | Josiane Boyce      | Gestionnaire d'entreprise                   | Adjoint au maire du Hézo (550 hab.)                                         |
| 2     |  | Aimé Kergueris     | Agriculteur                                 | Vice-président du Conseil général du Morbihan                               |
| 3     |  | Gérard Lorgeoux    | Imprimeur                                   | Maire de Locminé (3 430 hab.) Vice-président du Conseil général du Morbihan |
| 4     |  | Loïc Bouvard       | Conseil en management                       |                                                                             |
| 5     |  | Jean-Yves Le Drian | Inspecteur général de l'éducation nationale | Président du Conseil régional de Bretagne                                   |
| 6     |  | Jacques Le Nay     | Horticulteur                                | Maire de Plouay (4 759 hab.)                                                |

Haut de page

## Moselle
| Circ. |  | Député              | Profession                                     | Mandats locaux                            |
| ----- |  | ------------------- | ---------------------------------------------- | ----------------------------------------- |
| 1     |  | François Grosdidier | Fonctionnaire territorial                      | Maire de Woippy (13 755 hab.)             |
| 2     |  | Denis Jacquat       | Médecin O.R.L                                  | Adjoint au maire de Metz (123 776 hab.)   |
| 3     |  | Marie-Jo Zimmermann | Professeur certifié                            | Conseillère régionale de Lorraine         |
| 4     |  | Alain Marty         | Gynécologue obstétricien                       | Maire de Sarrebourg (13 341 hab.)         |
| 5     |  | Céleste Lett        | Cadre hospitalier                              | Maire de Sarreguemines (23 202 hab.)      |
| 6     |  | Pierre Lang         | Biologiste, directeur de laboratoire           | Maire de Freyming-Merlebach (14 508 hab.) |
| 7     |  | André Berthol       | Notaire                                        | Conseiller général de la Moselle          |
| 8     |  | Jean-Marie Aubron   | Ouvrier sidérurgiste retraité                  | Conseiller général de la Moselle          |
| 9     |  | Jean-Marie Demange  | Médecin                                        | Maire de Thionville (40 907 hab.)         |
| 10    |  | Michel Liebgott     | Inspecteur des affaires sanitaires et sociales | Maire de Fameck (12 635 hab.)             |

Haut de page

## Nièvre
| Circ. |  | Député                     | Profession                               | Mandats locaux                                                           |
| ----- |  | -------------------------- | ---------------------------------------- | ------------------------------------------------------------------------ |
| 1     |  | Martine Carrillon-Couvreur | Directrice d'un institut médico-éducatif | Adjointe au Maire de Nevers (40 932 hab.)                                |
| 2     |  | Gaëtan Gorce               | Administrateur civil                     | Maire de La Charité-sur-Loire (5 460 hab.)                               |
| 3     |  | Christian Paul             | Administrateur civil                     | Adjoint au maire de Lormes (1 396 hab.) Conseiller régional de Bourgogne |

Haut de page

## Nord
| Circ. |   | Député                  | Profession                                                    | Mandats locaux                                               |
| ----- | - | ----------------------- | ------------------------------------------------------------- | ------------------------------------------------------------ |
| 1     |   | Bernard Roman           | Avocat, administrateur territorial                            | Vice-président du Conseil régional du Nord-Pas-de-Calais     |
| 2     |   | Bernard Derosier        | Instituteur retraité                                          | Président du Conseil général du Nord                         |
| 3     |   | Christian Decocq        | Ancien directeur adjoint de l'agence de l'eau Artois-Picardie | Conseiller municipal de Lille (184 231 hab.)                 |
| 4     |   | Marc-Philippe Daubresse | Ancien directeur d'une société de recrutement                 | Maire de Lambersart (28 129 hab.)                            |
| 5     |   | Sébastien Huyghe        | Clerc de notaire                                              | Président du Conseiller régional du Nord-Pas-de-Calais       |
| 6     |   | Thierry Lazaro          | Chargé de communication                                       | Maire de Phalempin (19 675 hab.)                             |
| 7     |   | Francis Vercamer        | Ingénieur                                                     | Maire de Hem (4 615 hab.)                                    |
| 8     |   | Gérard Vignoble         | Technicien supérieur des PTT                                  | Maire de Wasquehal (18 541 hab.)                             |
| 9     |   | Patrick Delnatte        | Négociant en matériaux de construction                        | Conseiller général du Nord                                   |
| 10    |   | Christian Vanneste      | Professeur de philosophie                                     | Conseiller municipal de Tourcoing (93 532 hab.)              |
| 11    |   | Yves Durand             | Enseignant                                                    | Maire de Lomme (27 940 hab.)                                 |
| 12    |   | Jean Le Garrec          | Cadre supérieur du secteur privé                              |                                                              |
| 13    |   | Michel Delebarre        | Préfet                                                        | Maire de Dunkerque (70 776 hab.)                             |
| 14    | a | Jean-Pierre Decool      | Professeur                                                    | Maire de Brouckerque (1 165 hab.) Conseiller général du Nord |
| 15    |   | Jean Delobel            | Enseignant retraité                                           | Maire de Bailleul (14 146 hab.)                              |
| 16    |   | Georges Hage            | Professeur d'éducation physique honoraire                     |                                                              |
| 17    |   | Marc Dolez              | Maître de conférence                                          | Conseiller municipal de Douai (42 796 hab.)                  |
| 18    | a | François-Xavier Villain | Avocat                                                        | Maire de Cambrai (33 738 hab.)                               |
| 19    |   | Patrick Roy             | Enseignant                                                    | Conseiller général du Nord                                   |
| 20    |   | Alain Bocquet           | Éducateur spécialisé                                          | Maire de Saint-Amand-les-Eaux (17 170 hab.)                  |
| 21    | a | Cécile Gallez           | Pharmacienne retraitée                                        | Maire de Saint-Saulve (11 027 hab.)                          |
| 22    |   | Christian Bataille      | Professeur de lettres                                         |                                                              |
| 23    |   | Jean-Claude Decagny     | Ancien directeur de l'hôpital de Felleries-Liessies           | Conseiller municipal de Maubeuge (33 545 hab.)               |
| 24    |   | Marcel Dehoux           | Retraité de l'Éducation nationale                             |                                                              |

Haut de page

## Oise
| Circ. |  | Député                 | Profession                                    | Mandats locaux                                                            |
| ----- |  | ---------------------- | --------------------------------------------- | ------------------------------------------------------------------------- |
| 1     |  | Olivier Dassault       | Président de sociétés                         |                                                                           |
| 2     |  | Jean-François Mancel   | Administrateur civil                          | Conseiller municipal de Novillers (315 hab.) Conseiller général de l'Oise |
| 3     |  | Michel Françaix        | Consultant en communication                   | Maire de Chambly (9 138 hab.)                                             |
| 4     |  | Éric Woerth            | Associé dans un cabinet d'audit international | Maire de Chantilly (10 893 hab.)                                          |
| 5     |  | Lucien Degauchy        | Horticulteur                                  | Président du Maire de Courtieux (172 hab.) Conseiller général de l'Oise   |
| 6     |  | François-Michel Gonnot | Conseil en entreprises                        | Adjoint au maire de Compiègne (41 321 hab.)                               |
| 7     |  | Édouard Courtial       | Consultant                                    | Maire d'Agnetz (2 637 hab.)                                               |

Haut de page

## Orne
| Circ. |  | Député             | Profession       | Mandats locaux                           |
| ----- |  | ------------------ | ---------------- | ---------------------------------------- |
| 1     |  | Yves Deniaud       | Cadre commercial | Conseiller régional de Basse-Normandie   |
| 2     |  | Jean-Claude Lenoir | Cadre EDF        | Maire de Mortagne-au-Perche (4 506 hab.) |
| 3     |  | Sylvia Bassot      |                  | Conseillère régionale de Basse-Normandie |

Haut de page

## Pas-de-Calais
| Circ. |   | Député                 | Profession                                     | Mandats locaux                                                               |
| ----- | - | ---------------------- | ---------------------------------------------- | ---------------------------------------------------------------------------- |
| 1     | a | Jean-Pierre Defontaine | Directeur commercial                           | Conseiller général du Pas-de-Calais                                          |
| 2     |   | Catherine Génisson     | Praticien hospitalier                          | Vice-présidente du Conseil régional du Nord-Pas-de-Calais                    |
| 3     |   | Jean-Claude Leroy      | Attaché territorial                            | Conseiller général du Pas-de-Calais                                          |
| 4     |   | Léonce Deprez          | Dirigeant d'entreprise                         | Maire du Touquet-Paris-Plage (5 293 hab.)                                    |
| 5     |   | Guy Lengagne           | Professeur de mathématiques                    | Conseiller municipal de Boulogne-sur-Mer (44 862 hab.)                       |
| 6     |   | Jack Lang              | Professeur agrégé de droit public              | Vice-président du Conseil régional du Nord-Pas-de-Calais                     |
| 7     |   | Gilles Cocquempot      | Chargé de mission                              | Adjoint au maire de Calais (77 311 hab.)                                     |
| 8     |   | Michel Lefait          | Professeur de collège                          | Conseiller général du Pas-de-Calais                                          |
| 9     |   | André Flajolet         | Professeur                                     | Maire de Saint-Venant (3 206 hab.) Conseiller régional du Nord-Pas-de-Calais |
| 10    |   | Serge Janquin          | Professeur de sciences économiques et sociales | Conseiller municipal de Bruay-la-Buissière (23 997 hab.)                     |
| 11    |   | Odette Duriez          | Comptable                                      | Maire de Cambrin (957 hab.) Conseillère générale du Pas-de-Calais            |
| 12    |   | Jean-Pierre Kucheida   | Professeur                                     | Maire de Liévin (33 429 hab.)                                                |
| 13    |   | Jean-Claude Bois       | Professeur                                     |                                                                              |
| 14    |   | Albert Facon           | Professeur                                     | Adjoint au maire de Courrières (10 592 hab.)                                 |

Haut de page

## Puy-de-Dôme
| Circ. |  | Député                  | Profession                        | Mandats locaux                                                                             |
| ----- |  | ----------------------- | --------------------------------- | ------------------------------------------------------------------------------------------ |
| 1     |  | Odile Saugues           | Dessinatrice                      | Adjointe au maire de Clermont-Ferrand (137 155 hab.)                                       |
| 2     |  | Alain Néri              | Retraité de l'Éducation nationale | Maire de Beauregard-l'Évêque (1 158 hab.) Vice-président du Conseil général du Puy-de-Dôme |
| 3     |  | Louis Giscard d'Estaing | Chef d'entreprise                 | Maire de Chamalières (18 134 hab.)                                                         |
| 4     |  | Jean-Paul Bacquet       | Médecin généraliste               | Maire de Coudes (865 hab.) Conseiller régional d'Auvergne                                  |
| 5     |  | André Chassaigne        | Principal de collège              | Maire de Saint-Amant-Roche-Savine (531 hab.)                                               |
| 6     |  | Jean Michel             | Avocat                            | Maire de Lapeyrouse (587 hab.)                                                             |

Haut de page

## Pyrénées-Atlantiques
| Circ. |  | Député                   | Profession                | Mandats locaux                                                                                 |
| ----- |  | ------------------------ | ------------------------- | ---------------------------------------------------------------------------------------------- |
| 1     |  | Martine Lignières-Cassou | Chargée d'études à la DDE | Conseiller municipal de Pau (78 715 hab.)                                                      |
| 2     |  | François Bayrou          | Professeur de lettres     | Conseiller général des Pyrénées-Atlantiques                                                    |
| 3     |  | David Habib              | Cadre                     | Maire de Mourenx (7 537 hab.)                                                                  |
| 4     |  | Jean Lassalle            | Technicien agricole       | Maire de Lourdios-Ichère (150 hab.) Vice-président du Conseil général des Pyrénées-Atlantiques |
| 5     |  | Jean Grenet              | Chirurgien                | Maire de Bayonne (40 016 hab.)                                                                 |
| 6     |  | Daniel Poulou            | Directeur de société      | Conseiller général des Pyrénées-Atlantiques                                                    |

Haut de page

## Hautes-Pyrénées
| Circ. |   | Député                | Profession                                | Mandats locaux                                         |
| ----- | - | --------------------- | ----------------------------------------- | ------------------------------------------------------ |
| 1     |   | Pierre Forgues        | Professeur de mathématiques               | Vice-président du Conseil régional de Midi-Pyrénées    |
| 2     | a | Chantal Robin-Rodrigo | Directeur départemental crédit immobilier | Vice-présidente du Conseil général des Hautes-Pyrénées |
| 3     |   | Jean Glavany          | Préfet                                    | Conseiller municipal d'Aureilhan (7 447 hab.)          |

Haut de page

## Pyrénées-Orientales
| Circ. |  | Député          | Profession                    | Mandats locaux                             |
| ----- |  | --------------- | ----------------------------- | ------------------------------------------ |
| 1     |  | Daniel Mach     | Cadre commercial              | Maire de Pollestres (3 623 hab.)           |
| 2     |  | Arlette Franco  | Enseignante                   | Maire de Canet-en-Roussillon (10 182 hab.) |
| 3     |  | François Calvet | Avocat                        | Maire du Soler (6 862 hab.)                |
| 4     |  | Henri Sicre     | Inspecteur central des impôts |                                            |

Haut de page

## Bas-Rhin
| Circ. |   | Député            | Profession                                | Mandats locaux                              |
| ----- | - | ----------------- | ----------------------------------------- | ------------------------------------------- |
| 1     |   | Armand Jung       | Fonctionnaire territorial                 | Conseiller général du Bas-Rhin              |
| 2     |   | Marc Reymann      | Ancien directeur d'un centre de formation |                                             |
| 3     |   | André Schneider   | Principal de collège                      | Maire de Hœnheim (10 718 hab.)              |
| 4     |   | Yves Bur          | Chirurgien-dentiste                       | Maire de Lingolsheim (16 705 hab.)          |
| 5     |   | Antoine Herth     | Agriculteur                               | Adjoint au maire d'Artolsheim (723 hab.)    |
| 6     | a | Alain Ferry       | Chef d'entreprise                         | Maire de Wisches (2 017 hab.)               |
| 7     |   | Émile Blessig     | Avocat                                    | Conseiller général du Bas-Rhin              |
| 8     |   | Frédéric Reiss    | Agrégé de mathématiques                   | Maire de Niederbronn-les-Bains (4 319 hab.) |
| 9     |   | Bernard Schreiner | Professeur retraité                       | Conseiller général du Bas-Rhin              |

Haut de page

## Haut-Rhin
| Circ. |  | Député            | Profession                             | Mandats locaux                               |
| ----- |  | ----------------- | -------------------------------------- | -------------------------------------------- |
| 1     |  | Gilbert Meyer     | Directeur de collectivité territoriale | Maire de Colmar (65 153 hab.)                |
| 2     |  | Jean-Louis Christ | Chef d'entreprise                      | Maire de Ribeauvillé (4 929 hab.)            |
| 3     |  | Jean-Luc Reitzer  | Cadre d'entreprise                     | Maire d'Altkirch (5 384 hab.)                |
| 4     |  | Jean Ueberschlag  | Chirurgien-dentiste retraité           | Maire de Saint-Louis (19 961 hab.)           |
| 5     |  | Arlette Grosskost | Avocate                                | Vice-présidente du Conseil régional d'Alsace |
| 6     |  | Francis Hillmeyer | Journaliste                            | Maire de Pfastatt (7 946 hab.)               |
| 7     |  | Michel Sordi      | Cadre d'entreprise                     | Maire de Cernay (10 446 hab.)                |

Haut de page

## Rhône
| Circ. |  | Député                | Profession                                 | Mandats locaux                                     |
| ----- |  | --------------------- | ------------------------------------------ | -------------------------------------------------- |
| 1     |  | Anne-Marie Comparini  | Administratrice                            | Conseillère régionale de Rhône-Alpes               |
| 2     |  | Emmanuel Hamelin      | Conseiller en entreprise                   | Conseiller régional de Rhône-Alpes                 |
| 3     |  | Jean-Michel Dubernard | Chirurgien                                 | Conseiller municipal de Lyon (445 523 hab.)        |
| 4     |  | Christian Philip      | Recteur et professeur des Universités      | Conseiller municipal de Lyon (445 523 hab.)        |
| 5     |  | Philippe Cochet       | Gérant de société                          | Adjoint au maire de Caluire-et-Cuire (41 233 hab.) |
| 6     |  | Lilian Zanchi         | Cadre de la fonction publique territoriale | Conseiller général du Rhône                        |
| 7     |  | Jean-Jack Queyranne   | Maître de conférences à l'Université       | Président du Conseil régional de Rhône-Alpes       |
| 8     |  | Robert Lamy           | Commerçant                                 | Maire de Tarare (65 153 hab.)                      |
| 9     |  | Bernard Perrut        | Avocat                                     | Maire de Villefranche-sur-Saône (30 647 hab.)      |
| 10    |  | Christophe Guilloteau | Ancien assistant parlementaire             | Conseiller régional de Rhône-Alpes                 |
| 11    |  | Georges Fenech        | Magistrat                                  |                                                    |
| 12    |  | Michel Terrot         | Avocat                                     | Conseiller municipal d'Oullins (25 183 hab.)       |
| 13    |  | Martine David         | Secrétaire de direction                    | Maire de Saint-Priest (41 023 hab.)                |
| 14    |  | André Gerin           | Dessinateur industriel                     | Maire de Vénissieux (56 061 hab.)                  |

Haut de page

## Haute-Saône
| Circ. |  | Député          | Profession                                    | Mandats locaux                                                                    |
| ----- |  | --------------- | --------------------------------------------- | --------------------------------------------------------------------------------- |
| 1     |  | Alain Joyandet  | Éditeur                                       | Maire de Vesoul (17 184 hab.)                                                     |
| 2     |  | Maryvonne Briot | Surveillante des services médicaux en hôpital | Conseillère municipale de Lure (8 727 hab.)                                       |
| 3     |  | Michel Raison   | Agriculteur                                   | Conseiller municipal de Saponcourt (70 hab.) Conseiller régional de Franche-Comté |

Haut de page

## Saône-et-Loire
| Circ. |  | Député            | Profession             | Mandats locaux                            |
| ----- |  | ----------------- | ---------------------- | ----------------------------------------- |
| 1     |  | Gérard Voisin     | Garagiste              | Maire de Charnay-lès-Mâcon (6 739 hab.)   |
| 2     |  | Jean-Marc Nesme   | Cadre consulaire       | Maire de Paray-le-Monial (9 194 hab.)     |
| 3     |  | Jean-Paul Anciaux | Technicien qualiticien | Conseiller régional de Bourgogne          |
| 4     |  | Didier Mathus     | Enseignant             | Maire de Montceau-les-Mines (20 632 hab.) |
| 5     |  | Dominique Juillot | Chef d'entreprise      | Maire de Mercurey (1 269 hab.)            |
| 6     |  | Arnaud Montebourg | Avocat                 |                                           |

Haut de page

## Sarthe
| Circ. |  | Député             | Profession              | Mandats locaux                                                                               |
| ----- |  | ------------------ | ----------------------- | -------------------------------------------------------------------------------------------- |
| 1     |  | Pierre Hellier     | Médecin                 | Conseiller municipal de Conlie (1 665 hab.) Vice-président du Conseil général de la Sarthe   |
| 2     |  | Jean-Marie Geveaux | Technicien en assurance | Vice-président du Conseil général de la Sarthe                                               |
| 3     |  | Béatrice Pavy      | Comptable               | Maire de Saint-Pierre-de-Chevillé (342 hab.) Vice-présidente du Conseil général de la Sarthe |
| 4     |  | Marc Joulaud       |                         | Adjoint au maire de Sablé-sur-Sarthe (12 716 hab.) Conseiller régional du Pays de la Loire   |
| 5     |  | Dominique Le Mèner | Juriste                 |                                                                                              |

Haut de page

## Savoie
| Circ. |  | Député          | Profession        | Mandats locaux                                                                     |
| ----- |  | --------------- | ----------------- | ---------------------------------------------------------------------------------- |
| 1     |  | Dominique Dord  | Gérant de société | Maire d'Aix-les-Bains (25 717 hab.) Vice-président du Conseil général de la Savoie |
| 2     |  | Vincent Rolland | Cadre             | Adjoint au maire de Pralognan-la-Vanoise (756 hab.)                                |
| 3     |  | Michel Bouvard  | Chargé de mission | Vice-président du Conseil général de la Savoie                                     |

Haut de page

## Haute-Savoie
| Circ. |  | Député          | Profession                       | Mandats locaux                              |
| ----- |  | --------------- | -------------------------------- | ------------------------------------------- |
| 1     |  | Bernard Accoyer | Médecin ORL                      | Maire d'Annecy-le-Vieux (18 885 hab.)       |
| 2     |  | Bernard Bosson  | Avocat                           | Conseiller municipal d'Annecy (50 348 hab.) |
| 3     |  | Martial Saddier | Cadre à la Chambre d'agriculture | Maire de Bonneville (10 463 hab.)           |
| 4     |  | Claude Birraux  | Ingénieur                        | Conseiller général de la Haute-Savoie       |
| 5     |  | Marc Francina   | Conseiller financier et bancaire | Maire d'Évian-les-Bains (7 273 hab.)        |

Haut de page

## Paris
| Circ. |   | Député                     | Profession                         | Mandats locaux                                                   |
| ----- | - | -------------------------- | ---------------------------------- | ---------------------------------------------------------------- |
| 1     |   | Martine Billard            | Bibliothécaire                     |                                                                  |
| 2     |   | Jean Tiberi                | Magistrat                          | Maire du 5e arrondissement (58 943 hab.) Conseiller de Paris     |
| 3     |   | Martine Aurillac           | Attachée d'administration centrale |                                                                  |
| 4     |   | Pierre Lellouche           | Avocat                             | Conseiller de Paris                                              |
| 5     |   | Tony Dreyfus               | Avocat                             | Maire du 10e arrondissement (88 867 hab.) Conseiller de Paris    |
| 6     |   | Danièle Hoffman-Rispal     | Comptable                          | Adjointe au maire de Paris (2 121 291 hab.) Conseillère de Paris |
| 7     |   | Patrick Bloche             | Directeur commercial               | Conseiller de Paris                                              |
| 8     |   | siège vacant               |                                    |                                                                  |
| 9     |   | Jean-Marie Le Guen         | Médecin                            |                                                                  |
| 10    |   | Serge Blisko               | Médecin                            | Maire du 13e arrondissement (171 523 hab.) Conseiller de Paris   |
| 11    |   | Yves Cochet                | Informaticien                      |                                                                  |
| 12    |   | Édouard Balladur           | Conseiller d'État honoraire        | Conseiller de Paris                                              |
| 13    |   | René Galy-Dejean           | Dirigeant d'entreprise             | Maire du 15e arrondissement (225 410 hab.) Conseiller de Paris   |
| 14    |   | Claude Goasguen            | Avocat                             | Conseiller de Paris                                              |
| 15    | a | Bernard Debré              | Chirurgien                         |                                                                  |
| 16    |   | Françoise de Panafieu      |                                    | Maire du 17e arrondissement (160 621 hab.)                       |
| 17    |   | Annick Lepetit             |                                    | Conseillère de Paris                                             |
| 18    |   | Christophe Caresche        | Chargé d'études                    | Adjoint au maire de Paris (2 121 291 hab.) Conseiller de Paris   |
| 19    |   | Daniel Vaillant            | Technicien biologiste              | Maire du 18e arrondissement (184 419 hab.) Conseiller de Paris   |
| 20    |   | Jean-Christophe Cambadélis | Conseiller en communication        |                                                                  |
| 21    |   | Michel Charzat             | Maître de conférence               | Maire du 20e arrondissement (182 857 hab.) Conseiller de Paris   |

Haut de page

## Seine-Maritime
| Circ. |   | Député                   | Profession                            | Mandats locaux                                                                |
| ----- | - | ------------------------ | ------------------------------------- | ----------------------------------------------------------------------------- |
| 1     |   | Patrick Herr             | Officier ministériel                  | Conseiller général de la Seine-Maritime                                       |
| 2     | a | Pierre Albertini         | Professeur des Universités            | Maire de Rouen (106 512 hab.)                                                 |
| 3     |   | Pierre Bourguignon       | Sociologue urbaniste                  | Maire de Sotteville-lès-Rouen (29 561 hab.)                                   |
| 4     |   | Laurent Fabius           | Maître des requêtes au Conseil d'État | Adjoint au maire du Grand-Quevilly (26 710 hab.)                              |
| 5     |   | Jean-Claude Bateux       | Professeur retraité                   | Conseiller municipal de Pavilly (6 136 hab.)                                  |
| 6     |   | Denis Merville           | Inspecteur divisionnaire des impôts   | Maire de Sainneville (826 hab.) Conseiller général de la Seine-Maritime       |
| 7     |   | Jean-Yves Besselat       |                                       | Conseiller général de la Seine-Maritime                                       |
| 8     |   | Daniel Paul              | Instituteur                           | Conseiller municipal du Havre (190 590 hab.)                                  |
| 9     |   | Daniel Fidelin           | Assureur                              | Maire de Mannevillette (690 hab.) Conseiller général de la Seine-Maritime     |
| 10    |   | Alfred Trassy-Paillogues | Ingénieur                             | Maire d'Yerville (2 175 hab.) Conseiller général de la Seine-Maritime         |
| 11    |   | Édouard Leveau           | Armateur à la grande pêche            | Maire de Dieppe (34 651 hab.)                                                 |
| 12    |   | Michel Lejeune           | Vétérinaire                           | Maire de Forges-les-Eaux (3 461 hab.) Conseiller général de la Seine-Maritime |

Haut de page

## Seine-et-Marne
| Circ. |  | Député             | Profession                                             | Mandats locaux                                                        |
| ----- |  | ------------------ | ------------------------------------------------------ | --------------------------------------------------------------------- |
| 1     |  | Jean-Claude Mignon | Chef d'entreprise                                      | Maire de Dammarie-lès-Lys (20 659 hab.)                               |
| 2     |  | Didier Julia       | Professeur d'université                                |                                                                       |
| 3     |  | Yves Jégo          | Consultant en ressources humaines                      | Maire de Montereau-Fault-Yonne (17 625 hab.)                          |
| 4     |  | Ghislain Bray      | Enseignant                                             | Adjoint au maire de Provins (11 667 hab.)                             |
| 5     |  | Guy Drut           | Professeur d'éducation physique                        | Maire de Coulommiers (13 852 hab.)                                    |
| 6     |  | Roger Boullonnois  | Artisan                                                | Maire de Saint-Mard (3 445 hab.) Conseiller général de Seine-et-Marne |
| 7     |  | Charles Cova       | Capitaine de vaisseau honoraire de la Marine nationale |                                                                       |
| 8     |  | Chantal Brunel     | Gérante de sociétés                                    | Conseillère régionale d'Île-de-France                                 |
| 9     |  | Guy Geoffroy       | Proviseur                                              | Maire de Combs-la-Ville (20 953 hab.)                                 |

Haut de page

## Yvelines
| Circ. |   | Député               | Profession                                                       | Mandats locaux                                  |
| ----- | - | -------------------- | ---------------------------------------------------------------- | ----------------------------------------------- |
| 1     |   | Étienne Pinte        | Cadre d'un établissement public                                  | Maire de Versailles (85 726 hab.)               |
| 2     |   | Valérie Pécresse     | Maître des requêtes au Conseil d'État                            | Conseillère régionale d'Île-de-France           |
| 3     | a | Christian Blanc      | Ancien président de sociétés publiques et privées, ancien préfet |                                                 |
| 4     |   | Pierre Lequiller     | Cadre de banque                                                  | Conseiller général des Yvelines                 |
| 5     |   | Jacques Myard        | Conseiller des affaires étrangères                               | Maire de Maisons-Laffitte (21 856 hab.)         |
| 6     |   | Pierre Morange       | Médecin généraliste                                              | Maire de Chambourcy (5 077 hab.)                |
| 7     |   | Pierre Cardo         | Cadre de gestion                                                 | Maire de Chanteloup-les-Vignes (9 544 hab.)     |
| 8     |   | Pierre Bédier        |                                                                  | Président du Conseil général des Yvelines       |
| 9     |   | Pierre Amouroux      | Retraité de l'enseignement                                       | Conseiller général des Yvelines                 |
| 10    |   | Christine Boutin     | Journaliste                                                      | Vice-présidente du Conseil général des Yvelines |
| 11    |   | Jean-Michel Fourgous | Chef d'entreprise                                                | Maire d'Élancourt (26 655 hab.)                 |
| 12    |   | Jacques Masdeu-Arus  | Ingénieur conseil                                                | Maire de Poissy (35 841 hab.)                   |

Haut de page

## Deux-Sèvres
| Circ. |  | Député              | Profession                           | Mandats locaux                                         |
| ----- |  | ------------------- | ------------------------------------ | ------------------------------------------------------ |
| 1     |  | Geneviève Gaillard  | Vétérinaire                          |                                                        |
| 2     |  | Ségolène Royal      | Conseiller de tribunal administratif | Présidente du Conseil régional de Poitou-Charentes     |
| 3     |  | Jean-Marie Morisset | Directeur informatique               | Président du Conseil général des Deux-Sèvres           |
| 4     |  | Dominique Paillé    | Directeur d'hôpital                  | Conseiller municipal de Nueil-les-Aubiers (4 992 hab.) |

Haut de page

## Somme
| Circ. |  | Député           | Profession               | Mandats locaux                                                                             |
| ----- |  | ---------------- | ------------------------ | ------------------------------------------------------------------------------------------ |
| 1     |  | Maxime Gremetz   |                          | Vice-président du Conseiller régional de Picardie                                          |
| 2     |  | Olivier Jardé    | Chirurgien               | Adjoint au maire de Remiencourt (170 hab.) Conseiller général de la Somme                  |
| 3     |  | Jérôme Bignon    | Avocat                   | Conseiller municipal d'Oisemont (1 242 hab.) Vice-président du Conseil général de la Somme |
| 4     |  | Joël Hart        | Principal de collège     | Maire d'Abbeville (24 560 hab.)                                                            |
| 5     |  | Stéphane Demilly | Consultant en management | Maire d'Albert (10 065 hab.)                                                               |
| 6     |  | Alain Gest       | Consultant               |                                                                                            |

Haut de page

## Tarn
| Circ. |   | Député           | Profession                              | Mandats locaux                       |
| ----- | - | ---------------- | --------------------------------------- | ------------------------------------ |
| 1     |   | Paul Quilès      | Ingénieur                               | Maire de Cordes-sur-Ciel (996 hab.)  |
| 2     |   | Thierry Carcenac | Inspecteur principal des impôts         | Président du Conseil général du Tarn |
| 3     | a | Philippe Folliot | Directeur d'un organisme de financement | Conseiller général du Tarn           |
| 4     |   | Bernard Carayon  | Avocat                                  | Maire de Lavaur (8 537 hab.)         |

Haut de page

## Tarn-et-Garonne
| Circ. |  | Député           | Profession | Mandats locaux                                      |
| ----- |  | ---------------- | ---------- | --------------------------------------------------- |
| 1     |  | Brigitte Barèges | Avocat     | Maire de Montauban (51 855 hab.)                    |
| 2     |  | Jacques Briat    | Pharmacien | Conseiller municipal de Valence d'Agen (4 783 hab.) |

Haut de page

## Var
| Circ. |  | Député                  | Profession                   | Mandats locaux                               |
| ----- |  | ----------------------- | ---------------------------- | -------------------------------------------- |
| 1     |  | Geneviève Levy          | Expert foncier et commercial | Adjointe au maire de Toulon (160 406 hab.)   |
| 2     |  | Philippe Vitel          | Chirurgien plasticien        | Vice-président du Conseil général du Var     |
| 3     |  | Jean-Pierre Giran       | Professeur d'Université      | Conseiller municipal de Hyères (51 417 hab.) |
| 4     |  | Jean-Michel Couve       | Cardiologue                  | Maire de Saint-Tropez (5 440 hab.)           |
| 5     |  | Georges Ginesta         | Ingénieur ETP                | Maire de Saint-Raphaël (30 664 hab.)         |
| 6     |  | Josette Pons            |                              | Vice-présidente du Conseil général du Var    |
| 7     |  | Jean-Sébastien Vialatte | Biologiste                   | Maire de Six-Fours-les-Plages (32 740 hab.)  |

Haut de page

## Vaucluse
| Circ. |  | Député              | Profession            | Mandats locaux                                    |
| ----- |  | ------------------- | --------------------- | ------------------------------------------------- |
| 1     |  | Alain Cortade       | Retraité              | Maire du Pontet (15 590 hab.)                     |
| 2     |  | Maurice Giro        | Retraité              | Maire de Cavaillon (24 497 hab.)                  |
| 3     |  | Jean-Michel Ferrand | Professeur de lettres | Conseiller général du Vaucluse                    |
| 4     |  | Thierry Mariani     | Cadre                 | Conseiller régional de Provence-Alpes-Côte d'Azur |

Haut de page

## Vendée
| Circ. |  | Député             | Profession                       | Mandats locaux                                                                                              |
| ----- |  | ------------------ | -------------------------------- | --- |
| 1     |  | Jean-Luc Préel     | Chef de service hospitalier      | |
| 2     |  | Dominique Caillaud | Gérant de société                | Maire de Saint-Florent-des-Bois (2 364 hab.)                                                                |
| 3     |  | Louis Guédon       | Docteur en pharmacie, biologiste | maire des Sables-d'Olonne (15 532 hab.)                                                                     |
| 4     |  | Véronique Besse    |                                  | Vice-présidente du Conseil général de la Vendée                                                             |
| 5     |  | Joël Sarlot        | Vétérinaire                      | Conseiller municipal de Saint-Laurent-de-la-Salle (345 hab.) Vice-président du Conseil général de la Vendée |

Haut de page

## Vienne
| Circ. |  | Député             | Profession                                         | Mandats locaux                                                                      |
| ----- |  | ------------------ | -------------------------------------------------- | ----------------------------------------------------------------------------------- |
| 1     |  | Alain Claeys       | Enseignant                                         | Conseiller général de la Vienne                                                     |
| 2     |  | Jean-Yves Chamard  | Maître de conférences à l'Université               | Vice-président du Conseil général de la Vienne                                      |
| 3     |  | Arnaud Lepercq     |                                                    | Maire d'Usson-du-Poitou (1 367 hab.) Vice-président du Conseil général de la Vienne |
| 4     |  | Jean-Pierre Abelin | Directeur-adjoint de service à la Banque de France | Vice-président du Conseil général de la Vienne                                      |

Haut de page

## Haute-Vienne
| Circ. |  | Député                       | Profession | Mandats locaux                                   |
| ----- |  | ---------------------------- | ---------- | ------------------------------------------------ |
| 1     |  | Alain Marsaud                | Magistrat  | Conseiller général de la Haute-Vienne            |
| 2     |  | Daniel Boisserie             | Architecte | Maire de Saint-Yrieix-la-Perche (7 251 hab.)     |
| 3     |  | Marie-Françoise Pérol-Dumont | Professeur | Présidente du Conseil général de la Haute-Vienne |
| 4     |  | Alain Rodet                  | Économiste | Maire de Limoges (133 907 hab.)                  |

Haut de page

## Vosges
| Circ. |  | Député                | Profession         | Mandats locaux                  |
| ----- |  | --------------------- | ------------------ | ------------------------------- |
| 1     |  | Michel Heinrich       | Pharmacien         | Maire d'Épinal (35 788 hab.)    |
| 2     |  | Gérard Cherpion       | Pharmacien         | Conseiller régional de Lorraine |
| 3     |  | François Vannson      | Opticien           |                                 |
| 4     |  | Jean-Jacques Gaultier | Médecin biologiste |                                 |

Haut de page

## Yonne
| Circ. |  | Député              | Profession                                    | Mandats locaux                                                               |
| ----- |  | ------------------- | --------------------------------------------- | ---------------------------------------------------------------------------- |
| 1     |  | Jean-Pierre Soisson | Conseiller référendaire à la Cour des comptes | Conseiller régional de Bourgogne                                             |
| 2     |  | Jean-Marie Rolland  | Médecin généraliste                           | Conseiller municipal de Vermenton (1 199 hab.) Conseiller général de l'Yonne |
| 3     |  | siège vacant        |                                               |                                                                              |

Haut de page

## Territoire de Belfort
| Circ. |  | Député           | Profession     | Mandats locaux                               |
| ----- |  | ---------------- | -------------- | -------------------------------------------- |
| 1     |  | Damien Meslot    | Cadre bancaire | Conseiller général du Territoire de Belfort  |
| 2     |  | Michel Zumkeller | Comptable      | Conseiller municipal de Valdoie (4 843 hab.) |

Haut de page

## Essonne
| Circ. |   | Député                     | Profession                             | Mandats locaux                                     |
| ----- | - | -------------------------- | -------------------------------------- | -------------------------------------------------- |
| 1     |   | Manuel Valls               | Conseiller en communication            | Maire d'Évry (48 952 hab.)                         |
| 2     | a | Franck Marlin              |                                        | Maire d'Étampes (21 839 hab.)                      |
| 3     |   | Geneviève Colot            |                                        | Maire de Saint-Cyr-sous-Dourdan (951 hab.)         |
| 4     |   | Nathalie Kosciusko-Morizet | Ingénieur                              | Conseillère régionale d'Île-de-France              |
| 5     |   | Pierre Lasbordes           | Directeur commercial                   | Conseiller régional d'Île-de-France                |
| 6     |   | François Lamy              | Attaché parlementaire                  | Maire de Palaiseau (28 965 hab.)                   |
| 7     |   | Jean Marsaudon             | Ingénieur                              | Maire de Savigny-sur-Orge (36 258 hab.)            |
| 8     |   | Nicolas Dupont-Aignan      | Administrateur civil                   | Maire d'Yerres (27 457 hab.)                       |
| 9     |   | Georges Tron               | Agent public des collectivités locales | Maire de Draveil (28 093 hab.)                     |
| 10    |   | Julien Dray                | Enseignant chercheur                   | Vice-président du Conseil régional d'Île-de-France |

Haut de page

## Hauts-de-Seine
| Circ. |  | Député                   | Profession                           | Mandats locaux                                       |
| ----- |  | ------------------------ | ------------------------------------ | ---------------------------------------------------- |
| 1     |  | Jacques Brunhes          | Professeur retraité                  | Conseiller municipal de Gennevilliers (42 612 hab.)  |
| 2     |  | Manuel Aeschlimann       | Juriste                              | Maire d'Asnières-sur-Seine (75 794 hab.)             |
| 3     |  | Jacques Kossowski        | Dirigeant d'entreprise               | Maire de Courbevoie (68 942 hab.)                    |
| 4     |  | Jacqueline Fraysse       | Médecin cardiologue                  | Conseillère municipale de Nanterre (84 273 hab.)     |
| 5     |  | Patrick Balkany          | Directeur de société                 | Maire de Levallois-Perret (54 633 hab.)              |
| 6     |  | Joëlle Ceccaldi-Raynaud  | Ancien clerc de notaire              | Maire de Puteaux (40 671 hab.)                       |
| 7     |  | Patrick Ollier           | Cadre de société                     | Maire de Rueil-Malmaison (73 469 hab.)               |
| 8     |  | Jean-Jacques Guillet     | Chef d'entreprise retraité           | Conseiller général des Hauts-de-Seine                |
| 9     |  | Pierre-Christophe Baguet | Conseiller en communication          | Conseiller général des Hauts-de-Seine                |
| 10    |  | André Santini            | Maître de conférences à l'Université | Maire d'Issy-les-Moulineaux (63 185 hab.)            |
| 11    |  | Janine Jambu             | Secrétaire                           | Conseillère municipale de Bagneux (37 225 hab.)      |
| 12    |  | Philippe Pemezec         |                                      | Maire du Plessis-Robinson (21 618 hab.)              |
| 13    |  | Patrick Devedjian        | Avocat                               | Vice-président du Conseil général des Hauts-de-Seine |

Haut de page

## Seine-Saint-Denis
| Circ. |  | Député                  | Profession                                       | Mandats locaux                                        |
| ----- |  | ----------------------- | ------------------------------------------------ | ----------------------------------------------------- |
| 1     |  | Bruno Le Roux           | Consultant en gestion et management              | Conseiller municipal d'Épinay-sur-Seine (46 408 hab.) |
| 2     |  | Patrick Braouezec       | Instituteur                                      | Conseiller municipal de Saint-Denis (85 823 hab.)     |
| 3     |  | Muguette Jacquaint      | Ouvrière spécialisée                             | Adjointe au maire de La Courneuve (34 968 hab.)       |
| 4     |  | Marie-George Buffet     | Employée                                         | Conseillère municipale du Blanc-Mesnil (46 936 hab.)  |
| 5     |  | Jean-Christophe Lagarde | Attaché de direction                             | Maire de Drancy (62 262 hab.)                         |
| 6     |  | Claude Bartolone        | Cadre de l'industrie pharmaceutique              | Adjoint au maire du Pré-Saint-Gervais (16 377 hab.)   |
| 7     |  | Jean-Pierre Brard       | Instituteur                                      | Maire de Montreuil (90 588 hab.)                      |
| 8     |  | Robert Pandraud         | Inspecteur général honoraire de l'administration |                                                       |
| 9     |  | Élisabeth Guigou        | Administrateur civil du ministère des finances   |                                                       |
| 10    |  | Jean-Claude Abrioux     | Inspecteur honoraire SNCF                        | Conseiller municipal d'Aulnay-sous-Bois (80 018 hab.) |
| 11    |  | François Asensi         | Dessinateur industriel                           | Maire de Tremblay-en-France (33 885 hab.)             |
| 12    |  | Éric Raoult             | Assistant parlementaire du groupe RPR            | Maire du Raincy (12 951 hab.)                         |
| 13    |  | Michel Pajon            | Maître de conférences en économie                | Maire de Noisy-le-Grand (58 217 hab.)                 |

Haut de page

## Val-de-Marne
| Circ. |   | Député                      | Profession                                         | Mandats locaux                                  |
| ----- | - | --------------------------- | -------------------------------------------------- | ----------------------------------------------- |
| 1     |   | Pierre-Louis Fagniez        | Chirurgien, professeur des Universités             | Conseiller général du Val-de-Marne              |
| 2     |   | Laurent Cathala             | Cadre hospitalier                                  | Maire de Créteil (82 144 hab.)                  |
| 3     | a | Roger-Gérard Schwartzenberg | Professeur d'Université                            | Maire de Villeneuve-Saint-Georges (28 354 hab.) |
| 4     |   | Jacques-Alain Bénisti       | Cadre d'entreprise                                 | Maire de Villiers-sur-Marne (26 532 hab.)       |
| 5     |   | Gilles Carrez               | Fonctionnaire de l'État en disponibilité           | Maire du Perreux-sur-Marne (30 057 hab.)        |
| 6     |   | Patrick Beaudouin           | Consultant en communication et relations publiques | Maire de Saint-Mandé (19 697 hab.)              |
| 7     |   | Marie-Anne Montchamp        |                                                    | Conseillère régionale d'Île-de-France           |
| 8     |   | Michel Herbillon            | Cadre                                              | Maire de Maisons-Alfort (51 022 hab.)           |
| 9     |   | René Rouquet                | Électromécanicien                                  | Maire d'Alfortville (36 151 hab.)               |
| 10    |   | Jean-Claude Lefort          | Dessinateur                                        |                                                 |
| 11    |   | Jean-Yves Le Bouillonnec    | Avocat                                             | Maire de Cachan (24 886 hab.)                   |
| 12    |   | Richard Dell'Agnola         | Fonctionnaire                                      | Maire de Thiais (28 244 hab.)                   |

Haut de page

## Val-d'Oise
| Circ. |  | Député                 | Profession                                   | Mandats locaux                              |
| ----- |  | ---------------------- | -------------------------------------------- | ------------------------------------------- |
| 1     |  | Philippe Houillon      | Avocat                                       | Maire de Pontoise (27 477 hab.)             |
| 2     |  | Axel Poniatowski       | Directeur de société                         | Maire de L'Isle-Adam (11 173 hab.)          |
| 3     |  | Jean Bardet            | Professeur de médecine                       | Conseiller régional d'Île-de-France         |
| 4     |  | Francis Delattre       | Attaché principal d'administration centrale  | Maire de Franconville (33 485 hab.)         |
| 5     |  | Georges Mothron        | Chef des ventes                              | Maire d'Argenteuil (94 019 hab.)            |
| 6     |  | François Scellier      | Directeur divisionnaire des impôts honoraire | Président du Conseil général du Val-d'Oise  |
| 7     |  | Jérôme Chartier        | Ancien associé gérant                        | Maire de Domont (14 882 hab.)               |
| 8     |  | Dominique Strauss-Kahn | Professeur d'Université                      | Adjoint au maire de Sarcelles (58 002 hab.) |
| 9     |  | Jean-Pierre Blazy      | Professeur                                   | Maire de Gonesse (24 721 hab.)              |

Haut de page

## Guadeloupe
| Circ. |  | Député                  | Profession                  | Mandats locaux                                                      |
| ----- |  | ----------------------- | --------------------------- | ------------------------------------------------------------------- |
| 1     |  | Éric Jalton             | Dentiste                    | Conseiller général de la Guadeloupe                                 |
| 2     |  | Gabrielle Louis-Carabin | Agent de contrôle retraitée | Maire du Moule (20 827 hab.) Conseillère régionale de la Guadeloupe |
| 3     |  | Joël Beaugendre         | Médecin                     | Maire de Capesterre-Belle-Eau (19 568 hab.)                         |
| 4     |  | Victorin Lurel          | Fonctionnaire territorial   | Président du Conseil régional de la Guadeloupe                      |

Haut de page

## Martinique
| Circ. |  | Député                   | Profession                  | Mandats locaux                                 |
| ----- |  | ------------------------ | --------------------------- | ---------------------------------------------- |
| 1     |  | Louis-Joseph Manscour    | Professeur de collège       | Maire de La Trinité (12 890 hab.)              |
| 2     |  | Alfred Almont            | Chargé de mission à la CCI  | Maire de Schœlcher (20 845 hab.)               |
| 3     |  | Philippe Edmond-Mariette | Avocat                      | Adjoint au maire du Lamentin (35 460 hab.)     |
| 4     |  | Alfred Marie-Jeanne      | Professeur de mathématiques | Président du Conseil régional de la Martinique |

Haut de page

## Guyane
| Circ. |   | Député             | Profession     | Mandats locaux                    |
| ----- | - | ------------------ | -------------- | --------------------------------- |
| 1     | a | Christiane Taubira | Économiste     |                                   |
| 2     |   | Juliana Rimane     | Bibliothécaire | Conseillère générale de la Guyane |

Haut de page

## Réunion
| Circ. |  | Député             | Profession                    | Mandats locaux                                                     |
| ----- |  | ------------------ | ----------------------------- | ------------------------------------------------------------------ |
| 1     |  | René-Paul Victoria | Directeur d'école             | Maire de Saint-Denis (132 338 hab.)                                |
| 2     |  | Huguette Bello     | Directrice d'école maternelle |                                                                    |
| 3     |  | siège vacant       |                               |                                                                    |
| 4     |  | Christophe Payet   | Enseignant retraité           | Maire de Petite-Île (10 151 hab.) Conseiller général de la Réunion |
| 5     |  | Bertho Audifax     | Médecin généraliste           | Maire de Saint-Benoît (31 662 hab.)                                |

Haut de page

## Saint-Pierre-et-Miquelon
| Circ. |   | Député         | Profession                                  | Mandats locaux |
| ----- | - | -------------- | ------------------------------------------- | -------------- |
| 1     | a | Gérard Grignon | Professeur d'éducation physique et sportive |                |

Haut de page

## Mayotte
| Circ. |  | Député            | Profession | Mandats locaux                |
| ----- |  | ----------------- | ---------- | ----------------------------- |
| 1     |  | Mansour Kamardine | Avocat     | Conseiller général de Mayotte |

Haut de page

## Wallis-et-Futuna
| Circ. |  | Député       | Profession           | Mandats locaux                             |
| ----- |  | ------------ | -------------------- | ------------------------------------------ |
| 1     |  | Victor Brial | Directeur de société | Conseiller territorial de Wallis-et-Futuna |

Haut de page

## Polynésie française
| Circ. |  | Député             | Profession         | Mandats locaux                                |
| ----- |  | ------------------ | ------------------ | --------------------------------------------- |
| 1     |  | Michel Buillard    | Fonctionnaire      | Maire de Papeete (23 535 hab.)                |
| 2     |  | Béatrice Vernaudon | Assistante sociale | Conseillère municipale de Pirae (13 366 hab.) |

Haut de page

## Nouvelle-Calédonie
| Circ. |  | Député          | Profession                 | Mandats locaux                                          |
| ----- |  | --------------- | -------------------------- | ------------------------------------------------------- |
| 1     |  | Jacques Lafleur | Administrateur de sociétés | Président de l'Assemblée de la Province Sud (2002-2004) |
| 2     |  | Pierre Frogier  | Agent immobilier           | Membre du gouvernement de la Nouvelle-Calédonie         |

Haut de page
1. ↑  Pierre Goldberg démissionnaire le 16 mars 2007
2. ↑  René André démissionnaire le 3 octobre 2006
3. ↑  Jean de Gaulle démissionnaire le 2 janvier 2007
4. ↑  Philippe Auberger démissionnaire le 1er mars 2007
5. ↑  André Thien Ah Koon démissionnaire le 27 juin 2006